# Cossonini
Tribu
Les Cossonini sont une tribu d'insectes coléoptères de la famille des Curculionidae, de la sous-famille des Cossoninae. Ils sont pour la plupart xylophages.

## Liste des genres
Selon Fauna Europaea (13 mars 2023) :
- Cossonus
- Mesites
- Phloeophagoides
- Rhopalomesites

Selon Paleobiology Database (30 août 2014) :
- Cossonus
- Stenotrupis